# 모하메드 칸노
모하메드 이브라힘 압둘라 칸노(1994년 9월 22일 ~ , 아랍어: محمد إبراهيم عبد الله كنو, Mohamed Ibrahim Abdullah Kanno)는 사우디아라비아의 축구 선수로 현재 알힐랄 SFC에서 중앙 미드필더로 활약하고 있다.

## 선수 경력

### 클럽
2013년 당시 사우디 2부 리그의 에티파크 FC 입단을 통해 프로에 데뷔하여 2016-17 시즌까지 81경기 19골을 터뜨리며 2015-16년 리그 우승 및 차기 시즌 1부 리그 승격에 이바지한 뒤 2017-18 시즌을 앞두고 알힐랄 SFC로 이적하여리그 3회 우승, 2018년 사우디 슈퍼컵 우승, 2019년 AFC 챔피언스리그 우승, 2019년 FIFA 클럽 월드컵 4강, 2019-20년 사우디아라비아 국왕컵 우승 등에 기여했다.

### 국가대표팀
2017년 사우디 A대표팀 첫 합류 이후 2018년 5월 2018년 FIFA 월드컵 본선 엔트리에 이름을 올렸고15일에는 2014년 FIFA 월드컵 16강팀인 그리스와의 평가전에서 국제 A매치 데뷔골을 터뜨려 2-0 완승에 일조했다.
그리고 2018년 월드컵 본선에서 비록 1경기도 출전하지 못했지만 1994년 FIFA 월드컵 이후 사우디의 24년만의 월드컵 승리의 기쁨을 맛보았다.

## 수상

### 클럽
에티파크 FC
- 사우디 2부 리그 : 우승 (2015-16)

알힐랄 SFC
- 사우디 프로페셔널리그 : 우승 (2017-18, 2019-20, 2020-21)
- 사우디아라비아 국왕컵 : 우승 (2019-20)
- 사우디 슈퍼컵 : 우승 (2018)
- AFC 챔피언스리그 : 우승 (2019)
- FIFA 클럽 월드컵 : 4위 (2019)